# Infantedreef

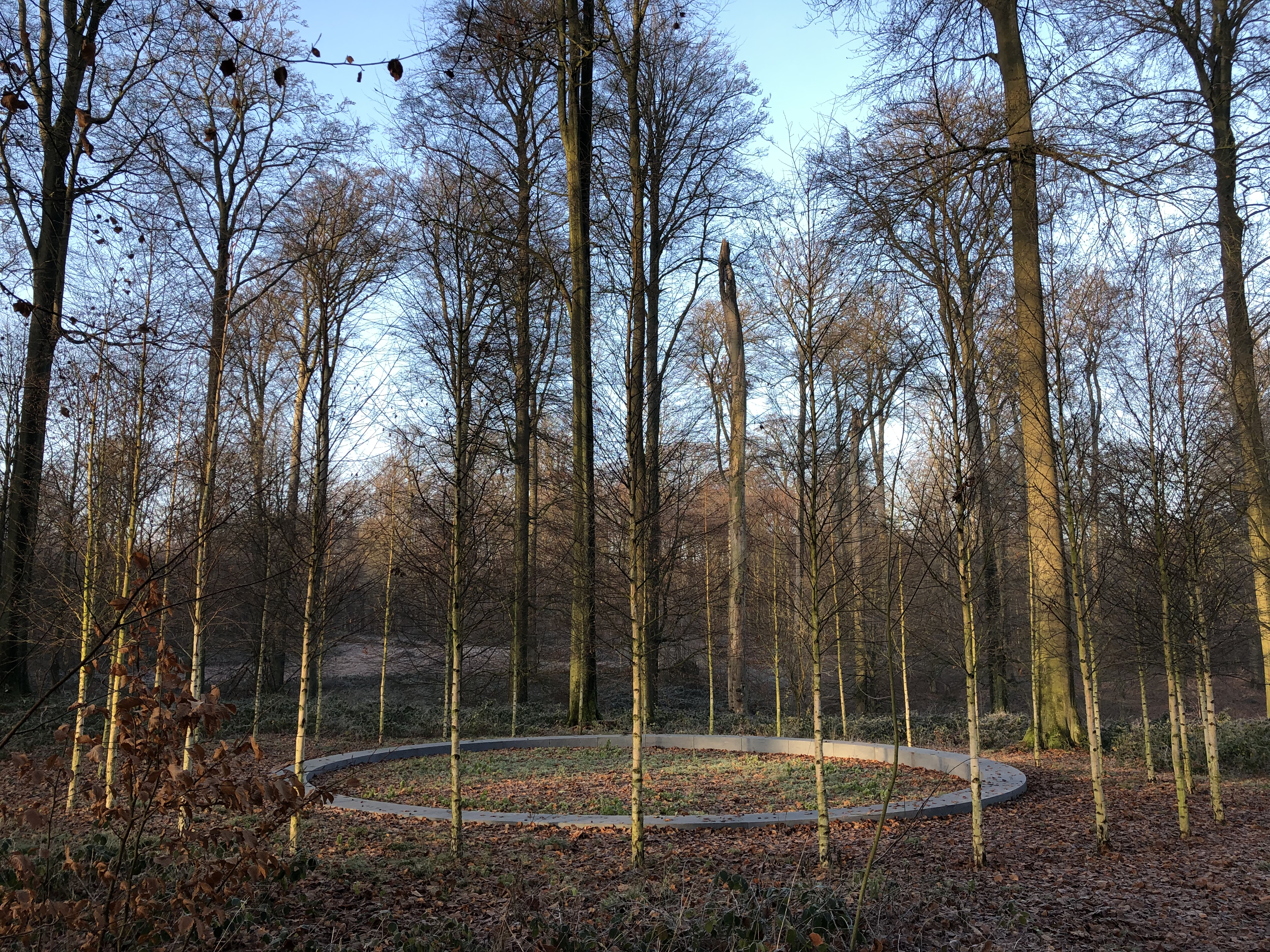
Memorial 22/03 voor de slachtoffers van 22 maart 2016 aan de Infantedreef ontworpen door de Belgische tuinarchitect Bas Smets.

De Infantedreef is een weg in de Brusselse gemeenten Ukkel en Watermaal-Bosvoorde en de aansluitende gemeente in de Brusselse zuidrand Hoeilaart.

## Locatie en toegang
De Infantdreef is een dreef door het Zoniënwoud vertrekkend van de Korporaaldreef aan de Renbaan van Bosvoorde in zuidwaartse richting, de Verdronken Kinderendreef, de Hoefijzerweg, de Tweebergenweg en de Sint-Hubertusdreef kruisend, naar de Duboislaan in Hoeilaart. Ze vormt op een groot deel van haar traject de grens tussen Ukkel en Watermaal-Bosvoorde. In het Frans wordt ze Drève de l'Infante genoemd.